# La;Sadie's
La:Sadie's（ラ・サディース）は、日本のヴィジュアル系バンド。

## 概要
1995年に元Stella MariaのベーシストであるKISAKIによって結成され、1997年に解散した。バンド名の発音は「ラ・サディース」、意味についてボーカルの京は「La:Sadie'sっていうのは哀しいっていう意味なんやけど、その全く逆になるようにっていう意味でつけました」と説明した。京自身による発音は「ラ・サディス」に近い。
DIR EN GREYの前身バンドであるとされるが、京は「もともと再結成するつもりはなく解散した」と言うため否定している。バンドが解体して程なくしてDYNAMITE TOMMYに見いだされ、DIR EN GREYの活動に移行したが、一方のKISAKIはインディーズレーベルMatina代表を務め多数のバンドをプロデュースする。同時にMIRAGEとしての活動もスタートさせた。

## メンバー
京（ボーカル）
1976年2月16日生まれ、京都府出身、血液型B型。
当時のバンド歴は3年（ex. Visun → Masquerade）
Die（ギター）
1974年12月20日生まれ、三重県出身、血液型B型。
当時のバンド歴は5年くらい（ex. ka.za.ri）
KAORU（ギター）
1974年2月17日生まれ、兵庫県出身、血液型A型。
当時のバンド歴は5年（ex. CHARM）
Kisaki（ベース）
1976年3月10日生まれ、和歌山県出身、血液型O型。
当時のバンド歴は3年（ex. SHЁY≠DЁ → GARDEN → Stella Maria）
Shinya（ドラムス）
1978年2月24日生まれ、大阪府出身、血液型B型。
当時のバンド歴は5〜6年（ex. Siva → Ruby）

### 旧メンバー
紫緒（ギター）
1月26日生まれ、兵庫県出身、血液型A型。
当時のバンド歴は3年（ex. SHЁY≠DЁ → Fistiv Eye's → na：rses）
メンバーの詳細はすべて「…結末…」から出典。

## 略歴

### 結成前
1995年、大阪を中心に活動していたバンドMasqueradeが解散。
ボーカル京と、ギターでStella Mariaというバンドに加入していたSeine、同バンドのベーシストKisakiとギタリスト#4、ドラマー葵の5人で廃人黒薔薇族というセッションコピーバンドを結成。
後に葵が脱退、後任にKisakiがサポートをしていたRubyのドラマーShinyaが加入。京とは既に大阪a.m.HALLの楽屋でライブの際知人を介して知り合っていた。
廃人黒薔薇族解散後、KisakiはStella Mariaを脱退。京、Shinyaの三人と、当時ビラで知り声をかけ意気投合したDie、かつてKisakiと同じバンドにいた紫緒の2人を加えた5人で、La:Sadie'sを結成する。

### 1996年
- 1月14日、京都MUSE HALLにて結成初ライヴを敢行。

同日、バンド初の音源、DEMO TAPE「架空ト現実…」限定300本無料配布。
- 2月15日、大阪a.m.HALLでのライヴをもってギタリスト紫緒が脱退。
- 3月下旬、Dieの推薦でKAORU（現・薫）が加入。
- 3月30日、FM845「RADIO MAGIC」に KisakiとKAORUが生出演、バンド初のラジオ番組出演となる。
- 4月15日、DEMO TAPE「生命ノ罪…」限定300本を販売。

同LIVE会場で購入するとDEMO TAPE「還ラザル記憶…」が限定300本特典で付いた。
通信販売も開始し、特典にLa:Sadie's限定50本BOOKLETとメンバー全員サイン入りPHOTOが付いた。
DEAD ONE、東京OLDIESで購入した場合のみ特典ポストカードが付いた。
- 5月10日、12日、14日、バンド会場にて、それぞれ限定100本でDEMO TAPE「腐乱ユエニ…」を販売。

LIVE開催地である東京・大阪・名古屋にてそれぞれ異なるジャケットデザインを販売。
- 8月1日 大阪DEAD ONE (“十字架ニ捧ゲル夢…”発売記念イヴェント)
「十字架ニ捧ゲル夢…」限定1000本、3種類同時発売。それぞれジャケットとc/w曲が異なる。PHOTO&メッセージカードを入場者全員に配布。
- 8月2日、難波W'OHOLで行われたDEAD ONE2周年記念イベントに出演。同時に配布された記念オムニバスに4曲目で参加。

収録曲は 「切断」(Short Version)。他はFREESIAが「からす」Tinker Bellが「夢詩」PLÈ,SÚREが「Cruel」で参加。
- 8月29日、30日、大阪a.m.HALLにて二夜連続主催イヴェント「残サレタ記憶ノ物語…」を開催。

両日来場者限定でDEMO TAPE「生命ノ罪…」を200本限定配布した。
- 10月21日、「呪ワレタ楽園ノ影…」を限定1500本で発売開始。

8月1日に発売した「十字架ニ捧ゲル夢…」が即日完売した為、同収録曲はリミックス+αされ急遽リリース。
- 12月20日、大阪BRAND NEWのLIVE(ワンマン)にて1st Single「obje×××」を入場者全員に配布。

### 1997年
- 1月15日、大阪a.m.HALLのLIVE(残サレタ記憶ノ物語…最終夜)にて解散。約1年の活動に幕を閉じた。
- 2月14日、ヒストリーブック「…結末…」を限定500部でTAIOH SHUPPAN、SMUDGE RECORDSから発行(SR33-000)。
- 2月14日、2曲入りLast Single「Lu:Ciel」を5000枚限定で販売。

### 解散後
- 京、KAORU、Die、Shinya

1997年1月24日、ライブハウス長野JにてベースにToshiyaを加えたセッションバンドDEATHMASKでLIVEを行う。 
 そのままのメンバーでロックバンド「DIR EN GREY」を結成し活動を開始。1999年にメジャーデビューし現在に至る。
- KISAKI

1997年1月、MIRAGE結成。11月1日レーベルMatinaを設立。 
 その後は2000年にSyndrome結成、2003年にソロ活動を開始、2004年にPhantasmagoriaを結成。 
 2008年8月31日にバンド活動を引退し、自身が設立したレーベルUNDER CODE PRODUCTIONにてプロデュース業に専念すると発表するも凜で復帰、引退解散復帰を繰り返している。
- 紫緒

Snow、Remage、SLEDGE、HISKAREA、kelli等のバンドを経て、現在はGimmiClockというハンドメイド創作とユニットで活動している。
- 解散理由

後にKISAKIは雑誌のインタビューで「東京に行きたがってるメンバーと、大阪に残り活動したい自分との断絶が長くなって解散した。」と語っている。しかし「…結末…」での「7月から11月にかけてのツアーから、ライブ活動が楽しく無くなった。」とのShinyaの発言や、京の「La:Sadie'sを解散した後、ベース以外の奴とまたバンドがやりたかった。」等の発言から、メンバー間での確執も一因としてあったと思われる。またKISAKIは自身のブログによると薫とは現在も交流を行っている模様。TwitterにてDieとは現在も交流を行っている模様。

## 作品

### シングル
| タイトル | 発売日         | 収録曲                     | 備考                                    |
| -------- | -------------- | -------------------------- | --------------------------------------- |
| obje×××  | 1996年12月20日 | 1. obje×××                 | 西九条ブランニューにて限定300枚無料配布 |
| Lu:Ciel  | 1997年2月14日  | 1. 憧憬破綻世界 2. Lu:Ciel | 5000枚限定販売                          |

### デモテープ
| タイトル          | 発売日・配布日                            | 収録曲 | 備考                                                                   |
| ----------------- | ----------------------------------------- | --- | ---------------------------------------------------------------------- |
| 架空ト現実…       | 1996年1月14日                             | 1. 架空ト現実… | 京都ミューズホールにて限定300本無料配布                                |
| 生命ノ罪…         | 1996年4月15日                             | 1. 生命ノ罪 2. 黒イ涙 3. 架空ト現実…                                                                                                | 限定300本販売                                                          |
| 還ラザル記憶…     | 1996年4月15日                             | 1. 還ラザル記憶… | 生命ノ罪発売記念GIGにて限定100本無料配布                               |
| 腐乱ユエニ…       | 1996年5月10日 1996年5月12日 1996年5月14日 | 1. 腐乱ユエニ… | 目黒鹿鳴館 大阪a.m.hall 名古屋ミュージックファーム 各100本限定無料配布 |
| 十字架ニ捧ゲル夢… | 1996年8月1日                              | 赤ジャケットバージョン 1. 舞夢 2. 切断 青ジャケットバージョン 1. 舞夢 2. 腐乱ユエニ… 緑ジャケットバージョン 1. 舞夢 2. 還ラザル記憶 | ３種同時各限定1000本販売 「舞夢」は各ジャケット全て同じ内容            |
| 生命ノ罪…         | 1996年8月29日                             | 1. 生命ノ罪… | 限定200本無料配布                                                      |
| 呪ワレタ楽園ノ影… | 1996年10月21日                            | 1. 呪ワレタ楽園ノ影… 2. 切断 3. 舞夢 4. 還ラザル記憶… 5. 腐乱ユエニ… 6. 架空ト現実… (LIVE VERSION)                                  | 限定1500本販売                                                         |

### 参加オムニバス
| タイトル                                | 発売日       | 備考                                  |
| --------------------------------------- | ------------ | ------------------------------------- |
| DEAD ONE 2周年記念 〜オムニバス・デモ〜 | 1996年8月2日 | 4曲目に「切断」 (Short Version)収録。 |

### 書籍
| タイトル | 発売日        | 備考                                                         |
| -------- | ------------- | ------------------------------------------------------------ |
| …結末…   | 1997年2月14日 | 限定500部のヒストリーブック、シングル「Lu:Ciel」と同時発売。 |